# 学校へ行こう! (テレビドラマ)
『学校へ行こう! LET'S GO TO SCHOOL』（がっこうへいこう）は、1991年4月8日 - 6月24日にフジテレビで月曜日9:00〜9:54の枠で放送されたテレビドラマ。
1992年4月6日21:00 - 22:24に、物語の舞台を静岡県立伊豆高等学校へ移して「学校へ行こう!SPECIAL 旅立ちの朝に…」としても放送された。

## 概要
仮タイトルの時点では「教えてあげる」だった。3話は、同時期に放送された映画「グッバイ・ママ」の松坂慶子、テレビドラマ「もう誰も愛さない」の辰巳琢郎とかとうれいこが出演した。
月9ドラマ最後のモノラル放送作品でもある。なお、このドラマには当時SMAPのメンバーだった中居正広と稲垣吾郎も生徒役として出演していた。

## あらすじ
東京都にある「私立井ノ頭高校」に勤め、生徒のためなら何でも行う美人英語教師の臼井幸が奮闘する姿を描く学園ドラマである。
ある日、出勤中に幸と恵理が痴漢の変態男だと思い込んで思い切り殴ってしまったのが、新任教師の稲村総一朗だった。そして幸のマンションに、幼馴染みの広海が「俺をここに置かせてくれ」と飛び込んでくる。

## キャスト
(出典：）

### 教師
- 臼井幸（通称・シャチ）：浅野ゆう子

本名は「臼井幸(うすい・さち)」。シャチのニックネームは「食らいついたら離さない」ところから。つい“青春”してしまう性分だが、一方で結婚願望は強い。
- 岩崎恵理：高木美保

幸の同僚教師。お嬢様育ちで、長い休暇があるというだけで教師を志望した。稲村のことが好きだが、次第にロミオに気持ちが傾いていく。愛車は真っ赤な車。
- 安西広海（通称・ロミオ）：布施博

幸の幼なじみ。実家はふぐ料理店だが、それを継ぐのが嫌でそのまま上京して幸のマンションに転がり込んだ。熱血漢で、役者になることを夢見ている。稲村の部屋に居候している。
- 稲村総一朗：加勢大周

端整な顔立ちで、女性教職員や女子生徒に人気がある若い男性教師。担当は体育。一方で持っている運が悪く、幼少時より発熱や食中毒で欠席し、遠足や修学旅行に参加できていない。女性運もかなり悪い。
- 若井亜希：渡辺美奈代

学生気分が抜けない若い女性教師。担当は保健。稲村に想いを寄せているが、まったく相手にされていない。岩崎とは稲村を取り合う仲。
- 菅沼先生：宇梶剛士

金持ちの家柄で、エリートコースを歩んで来た。学校ではちょっと浮いている存在。
- 酒井先生：日埜洋人

上記2人は遠藤の側近的存在。
名前は酒井だが酒に弱く、1杯飲むだけで寝てしまう。岩崎に好意を抱いている。
- 遠藤先生：藤木孝

学校の評判ばかり気にしており、事あるごとに幸と対立する。
- 教頭：大塚周夫

気が弱いため学校の実権を遠藤に握られてしまっている。

### 生徒
- 松岡嵐：萩原聖人

あまりしゃべらずに冷めた目で周りを見ているが、心の奥底では燃えているようなタイプ。勉強そっちのけで部活に没頭している。
- 愛：喜多嶋舞

大人びているが、実は総一朗に恋心を抱いている。
- 美以：島崎和歌子

愛と舞といつも一緒にいることが多い。3人の中では一番おっとりしていてボケタイプ。
- 松田克巳（スペシャル版では弘志役）：中居正広

麻雀が得意。ギャンブルや夜遊びにはまり不登校になっている。キャバクラのアルバイトをしている所を幸に見つかる。
- 藤井徹（スペシャル版では進役）：稲垣吾郎

小心者。舞のことが好きだが、なかなか言い出せないでいる。
- 舞：中村綾
- 野村祐人
- 鈴木美恵
- 永堀剛敏
- 鼓太郎
- 児玉多恵子
- 早川亮
- 原田和代
- バスケ部マネージャー：一色紗英

松岡に想いを寄せている。

### ゲスト
- ヤクザ：ガッツ石松（第1話）
- 徹の父：中丸新将（第7話）
- 不良：矢野泰二（第8話）
- 大学生：保阪尚輝（第10話）
- 佐戸井けん太（第11話）

## スタッフ
- 企画：山田良明
- 脚本：遊川和彦、信本敬子
- 音楽：ピチカート・ファイヴ
- プロデューサー：亀山千広（初回1話出演・店の客役）
- 演出：河毛俊作、石坂理江子、中野昌宏（スペシャル版も）

## テーマソング
- チェッカーズ「How're you doing,Guys?」（ポニーキャニオン）
  - チェッカーズ「IT'S ALRIGHT」（スペシャル版のみ）

## サブタイトル
| 各話   | 放送日        | サブタイトル               | 脚本     | 演出       | 視聴率 |
| ------ | ------------- | -------------------------- | -------- | ---------- | ------ |
| 第1話  | 1991年4月8日  | それでも来ないヤツがいる!  | 遊川和彦 | 河毛俊作   | 21.6%  |
| 第2話  | 1991年4月15日 | 今夜、あいつに片思い!      | 遊川和彦 | 河毛俊作   | 17.3%  |
| 第3話  | 1991年4月22日 | 涙のシュートは大逆転!?     | 遊川和彦 | 石坂理江子 | 15.2%  |
| 第4話  | 1991年4月29日 | 修学旅行の夜は乱れるゾ!    | 遊川和彦 | 中野昌宏   | 18.0%  |
| 第5話  | 1991年5月6日  | 先生、わたしを抱きしめて！ | 遊川和彦 | 河毛俊作   | 17.0%  |
| 第6話  | 1991年5月13日 | あの娘がステキな理由!?     | 信本敬子 | 石坂理江子 | 15.8%  |
| 第7話  | 1991年5月20日 | 波乱!怒りのカンニング事件  | 遊川和彦 | 中野昌宏   | 15.4%  |
| 第8話  | 1991年5月27日 | あいつを退学にはさせない!  | 遊川和彦 | 河毛俊作   | 15.4%  |
| 第9話  | 1991年6月3日  | 不純異性交遊のすすめ?      | 遊川和彦 | 石坂理江子 | 17.3%  |
| 第10話 | 1991年6月10日 | 純情少女のキケンな放課後!  | 遊川和彦 | 中野昌宏   | 18.2%  |
| 第11話 | 1991年6月17日 | 大乱闘!女教師が危ないぜ…   | 遊川和彦 | 河毛俊作   | 17.1%  |
| 第12話 | 1991年6月24日 | さよなら…先生を忘れない?   | 遊川和彦 | 石坂理江子 | 19.4%  |

平均視聴率17.3%